# Charles Portal
Charles Frederick Algernon Portal (Hungerford, Berkshire, 21 de mayo de 1893-West Ashling, Sussex, 22 de abril de 1971), primer visconde de Hungerford, fue un militar británico, distinguido oficial de la Real Fuerza Aérea británica, defensor de los bombardeos estratégicos y jefe del Estado Mayor del aire durante la mayor parte de la Segunda Guerra Mundial.

## Primeros años
Charles Portal nació en Eddington House, Hungerford, Berkshire, hijo de Edward Robert Portal y Kate Ellinor.  Su hermano menor, el almirante Sir Reginald Portal (1894-1983) se unió a la Royal Navy y también gozó de una distinguida carrera militar. La familia Portal, con orígenes hugonotes, llegaron a Inglaterra en el siglo XVII. Charles Portal, o Peter, su apodo, se educó en el Winchester College y en el Christ Church de Oxford. Portal tenía la intención de convertirse en abogado, pero no logró terminar la carrera y en 1914, con motivo del comienzo de la Gran Guerra, se alistó al ejército.

## Primera Guerra Mundial
Al comienzo de la Primera Guerra Mundial, se unió al ejército británico y sirvió como mensajero motorizado en el frente occidental. Portal fue ascendido a segundo teniente varias semanas después. En 1915, ante la menor necesidad de recurrir a mensajeros, se le trasladó al Royal Flying Corps (Real Cuerpo Aéreo o RAC). Se graduó como piloto en abril de 1916 y se unió al Escuadrón N.º 60. Sirvió primero como observador y finalmente como oficial de vuelo. Fue ascendido en junio de 1917, año en el que obtuvo la Orden del Servicio Distinguido, y de nuevo en junio de 1918, esta vez a teniente coronel –de manera temporal– cuando se le concedió el mando del Ala N.º 24. En abril de 1918 se convirtió en oficial de la nueva Royal Air Force (a raíz de la fusión del Royal Flying Corps con el Royal Naval Air Service). En julio de 1919 fue nombrado Mayor, para poco después ser ascendido a jefe de escuadrón.

## Periodo de entreguerras
En agosto de 1919, Portal fue asignado a una comisión permanente de la RAF con el rango de mayor, aunque poco después fue ascendido a líder de escuadrón. Se convirtió en jefe de instrucción de vuelo en el Cranwell College en noviembre de 1919. En 1922 se trasladó al Staff College. Fue ascendido a teniente coronel el 1 de julio de 1925. En marzo de 1927 se hizo cargo del 7° Escuadrón de la RAF, formado por Vickers Virginia, en la base aérea RAF Worthy Down, donde se concentró en intentar mejorar la precisión con que sus biplanos atacaban. Continuó sus estudios en 1929 en el Imperial Defence College para más tarde convertirse en director adjunto de planificación en la Dirección de Operaciones e Inteligencia del Ministerio del Aire en diciembre de 1930. Ascendió a group captain (capitán de grupo) el 1 de julio de 1931. Fue nombrado comandante de las fuerzas británicas en Adén en febrero de 1934, donde trató de controlar a miembros de distintas tribus locales con bloqueos aéreos. Ascendió a Comodoro del Aire el 1 de enero de 1935  y se unió a la dirección del Imperial Defence College en enero del año siguiente. Portal ascendió nuevamente, esta vez a vice Mariscal del aire el 1 de julio de 1937.  Ese mismo año, el 1 de septiembre, fue nombrado Director de Organización en el Ministerio del Aire.

## Segunda Guerra Mundial

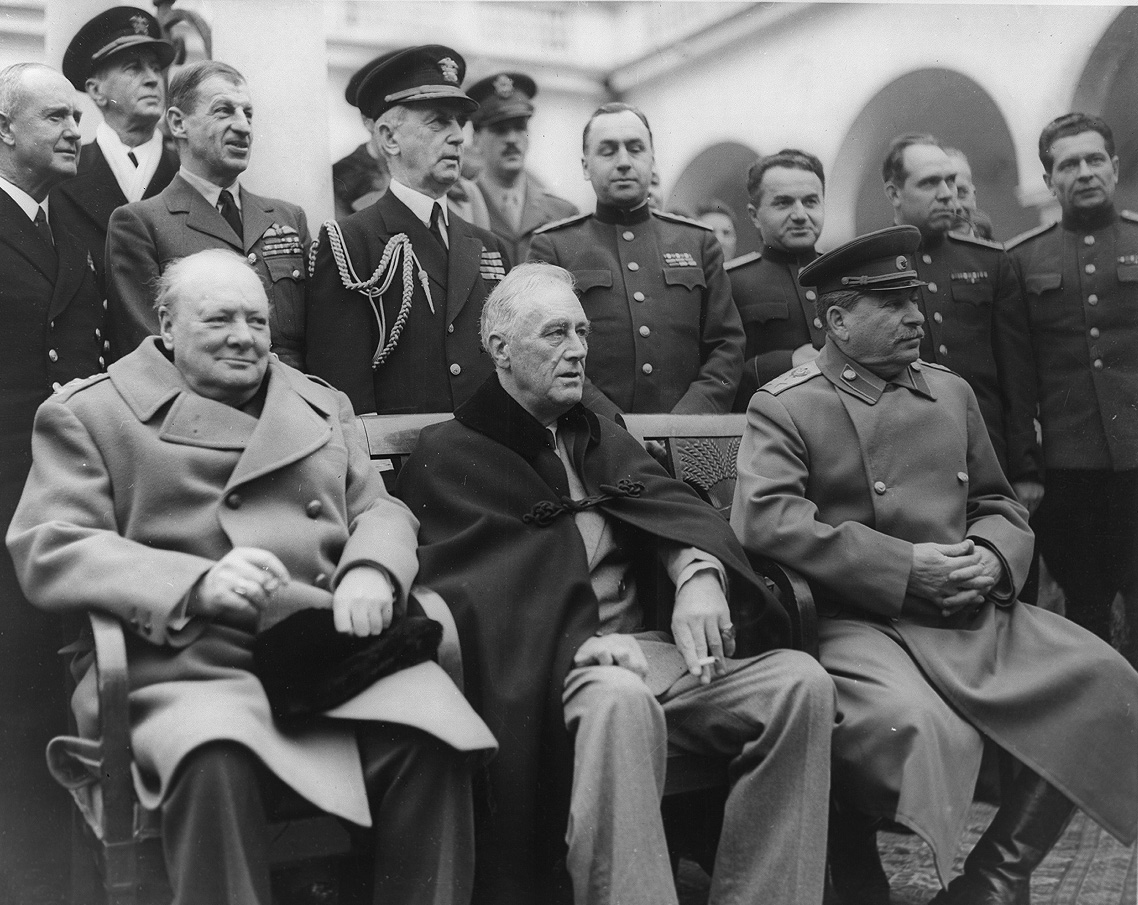
Charles Portal, justo detrás de Churchill, en la Conferencia de Yalta.
(9 de febrero de 1945)

Al estallar la Segunda Guerra Mundial, en septiembre de 1939, fue nombrado mariscal del aire; en 1940 se le dio el mando del Comando de Bombarderos. Portal fue un defensor del bombardeo estratégico contra las áreas industriales alemanas; fue él quien dio la orden de bombardear Berlín el 25 de agosto de 1940, desencadenante del Blitz alemán contra las ciudades británicas en el marco de la Batalla de Inglaterra. Churchill, impresionado con la estrategia de Portal, le nombró caballero en julio de 1940. En octubre de 1940 fue de nuevo ascendido a Jefe del Estado Mayor del Aire. A partir de aquí se concentró en la mejora de sus bombarderos como sus sistemas de navegación y el aumento de la potencia de las bombas.
Portal siempre acompañaba a Churchill a las conferencias y, en general, causaba buena impresión a los estadounidenses. En enero de 1943, en la Conferencia de Casablanca le seleccionaron para ser el coordinador de las fuerzas de bombarderos de Estados Unidos y Reino Unido en su ofensiva combinada sobre Alemania. En 1945, fue uno de los altos mandos presentes en la Conferencia de Yalta.

### Controversia sobre el bombardeo estratégico
Abogó no solo por los bombardeos de precisión sino por los bombardeos nocturnos masivos sobre todas las ciudades alemanas con una población mayor de 100 000 habitantes. Portal pensaba que el daño moral que esto causaría a la población civil conduciría a la victoria en apenas seis meses. La destrucción de la ciudad de Dresde, con la guerra prácticamente ganada, debido a un bombardeo, llevó a Churchill a cancelar este tipo de bombardeos en marzo de 1945.

## Posguerra
En 1945, tras finalizar la Segunda Guerra Mundial, Portal se retiró de la RAF. El 12 de octubre se le elevó a la dignidad de 1.er vizconde Portal de Hungerford, en el condado de Berkshire, distinción de carácter hereditaria. El 8 de febrero de 1946 fue de nuevo honrado cuando los derechos de herencia sobre su vizcondado fueron ampliados. La Orden de Mérito del Reino Unido le fue otorgada el 1 de enero de 1946. También fue galardonado con la Medalla por Servicio Distinguido del Ejército el 15 de marzo de 1946. Fue nombrado Caballero de la Gran Cruz de la Orden holandesa de Orange-Nassau, el 18 de noviembre de 1947. También fue nombrado Caballero de la Gran Cruz de la Orden de la Corona de Bélgica y galardonado con la Croix de Guerre de 1940 el 27 de agosto de 1948.
Entre 1946 y 1951, Portal fue Controller of Production del programa nuclear británico en el Ministerio de Abastecimiento. Christopher Hinton, responsable de encontrar material fisionable, diría más tarde de Portal: no recuerdo ninguna ocasión en la que Portal hiciera algo de utilidad. Portal asistió a los funerales del rey Jorge VI en febrero de 1952 y a la posterior coronación de la reina Isabel II en junio de 1953.
Portal fue nombrado presidente de British Aluminium, puesto en el que tuvo que librar en Londres la llamada guerra del aluminio debido a una OPA hostil por parte del industrial británico sir Ivan Stedeford, Presidente y CEO de Tube Investments, actual TI Group y su aliada, la empresa estadounidense Reynolds Metals. Stedeford venció y adquirió la compañía, reemplazando a Portal como presidente de British Aluminium, cambiando además la forma en que desde entonces Londres ha desarrollado sus actividades financieras. En 1960 Portal fue elegido Presidente de la British Aircraft Corporation. Charles Portal murió de cáncer en su casa de West Ashling, cerca de Chichester el 22 de abril de 1971.